# Подсудок
Подсудок (укр. підсудок, пол. podsędek) — старинный малороссийский и польско-литовский земский чин, бывший иногда помощником земского судьи, а иногда вполне заменявший его. Как правило, выбирался из избранных дворянством кандидатов, а в Польше, где более соответствовал земскому судье Российской империи, утверждался королём.
Должность появилась в Королевстве Польском и Великом княжестве Литовском в XIV—XV веках.
Первоначально в Королевстве Польском подсудками называли чиновников в суде князя; с XIV века подсудок — заместитель земского судьи, но не подчиняющийся ему (старший заседатель суда), который вместе с судьёй и писарем принимал участие в судебном процессе.
В Великом княжестве Литовском в составе Речи Посполитой и на территории гетманской Украины должность подсудка существовала в 1566−1764 годы.
После присоединения Правобережной Украины и Белоруссии к Российской империи в конце XVIII века судебная система Великого княжества Литовского и Речи Посполитой была сохранена с внесением некоторых изменений (указ Павла I от 12 декабря 1796 года).
В XIX веке в состав суда избирались судья и уже два подсудка (вместо судьи, подсудка и писаря, как в XVIII веке). При этом подсудок (как и другие члены суда) должен был быть дворянином «честного поведения, богобоязливы[м]» и иметь недвижимость, срок его службы составлял три года.
На территориях Варшавского герцогства (1807−1815), не вошедших в Российскую империю, подсудок работал в соответствии с рескриптом от 13 мая 1808 года «Организация судебной власти в Герцогстве Варшавском» (пол. «Organizacja sądownictwa w Księstwie Warszawskim») и рескриптом министра юстиции от 23 мая 1808 года «о гражданских делах» (пол. «względem postępowania w sprawach cywilnych»). Он объединял функции нотариуса и судебного чиновника. В его обязанности входило составление «актов доброй воли», подтверждённых сторонами (участниками) суда, в том числе: о купле-продаже, контрактов, наследственных документов, доверенностей, брачных документов и других.
К началу XX века в России, а также во времена СССР, на территории современной Украины слово «подсудок» стало синонимом судебного заседателя.